# Ockenheimer Rosskastanie

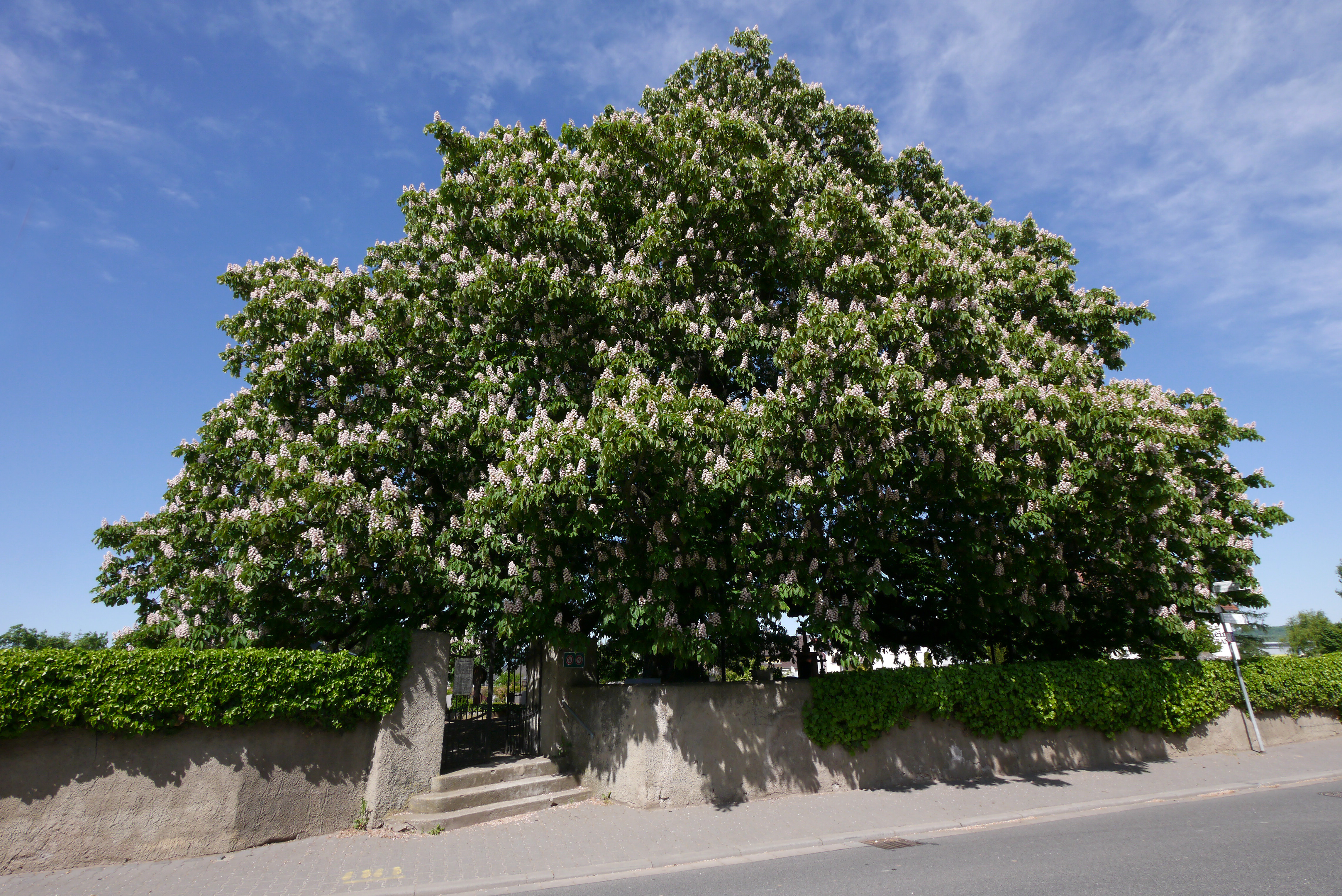
Ockenheimer Rosskastanie (2020)

Ockenheimer Rosskastanie ist der Name eines Naturdenkmals in Rheinland-Pfalz. Die so bezeichnete Rosskastanie, die auf dem Friedhof der Ortschaft Ockenheim in Rheinland-Pfalz steht, gilt als besonders markanter und „monumentaler“ Einzelbaum. „Mit ihren über 25 m Krondurchmesser, einer Höhe von rund 20 m und einem Stammumfang von ca. 7 m ist diese Kastanie der Inbegriff des Baumes überhaupt“, schreibt Franz Böhres 2011. Nach Angaben der Gemeinde wurde sie um 1650 gepflanzt. Der Baum ist damit die älteste Rosskastanie Rheinhessens, „wenn nicht gar Deutschlands“.

## Hintergrund
Der Baum wurde 1961 unter Schutz gestellt. Durch baumchirurgische Arbeiten, eine Ringleitung und Stützungsmaßnahmen des Astwerks, wurde versucht, den Fortbestand des Baumveteranen zu sichern. Wie andere Bäume ihrer Art auch, leidet die Ockenheimer Rosskastanie, deutlich sichtbar ab dem Spätsommer, unter der invasiven Kastanienminiermotte. Um die Motte zu bekämpfen, hat der Arbeitskreis Dorfentwicklung 2018 Meisenkästen aufgehängt, um Vögel anzulocken, die diese Insekten als Futter annehmen.

## Galerie

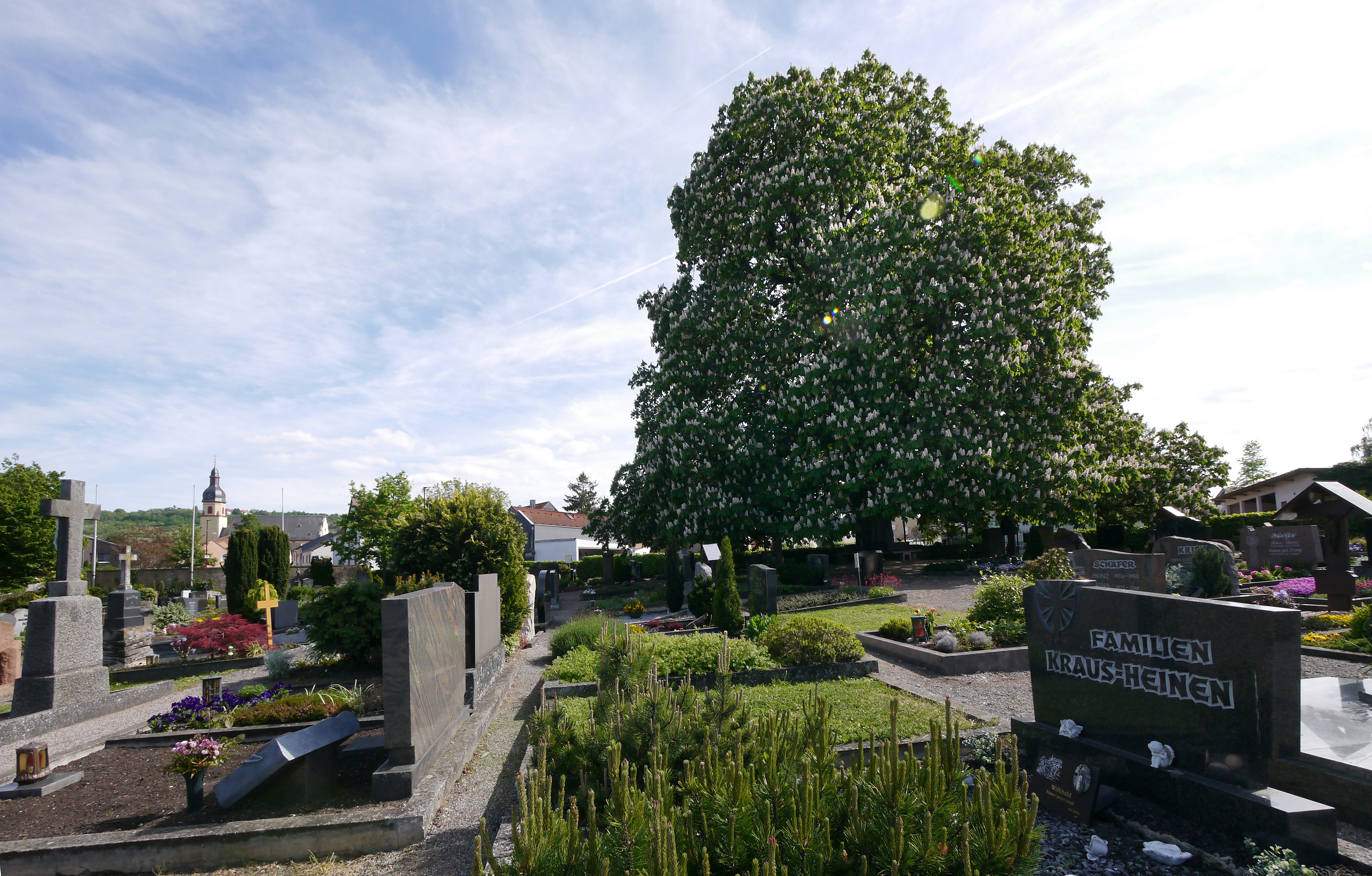
Der monumentale Baum, auf dem Friedhof, mitten im Ort
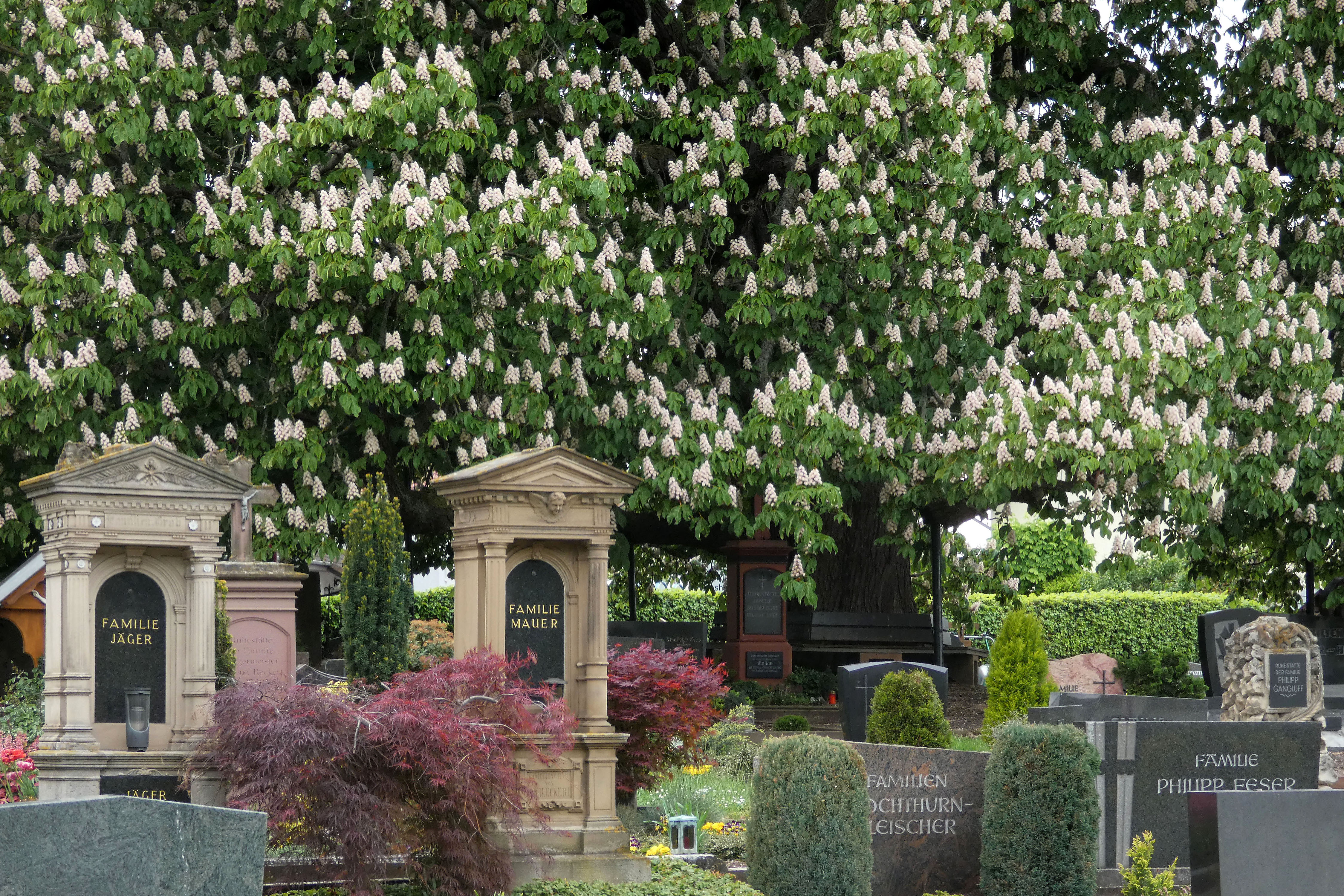
Die alte Rosskastanie prägt ihre Umgebung
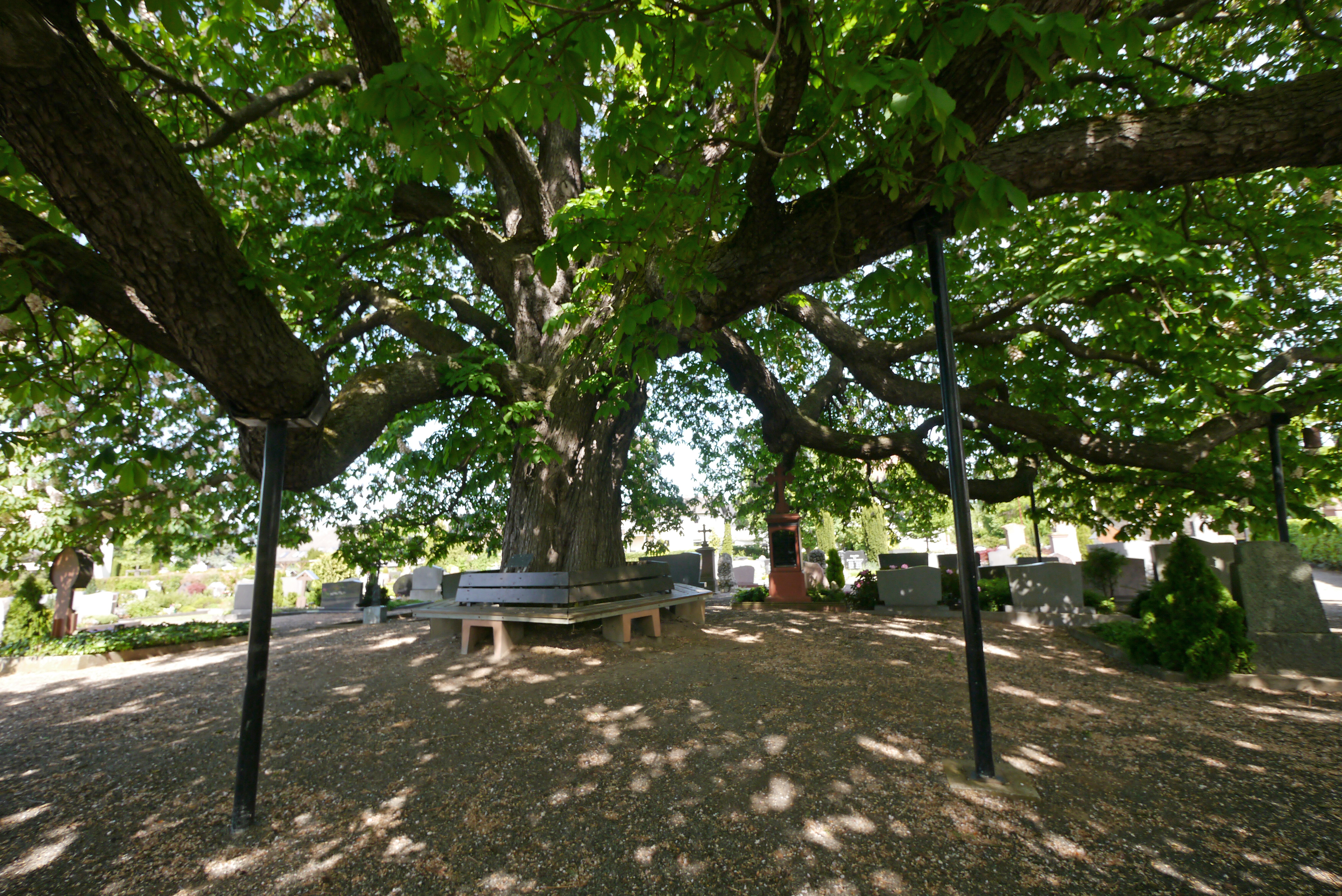
Stützen sichern inzwischen die schweren unteren Äste
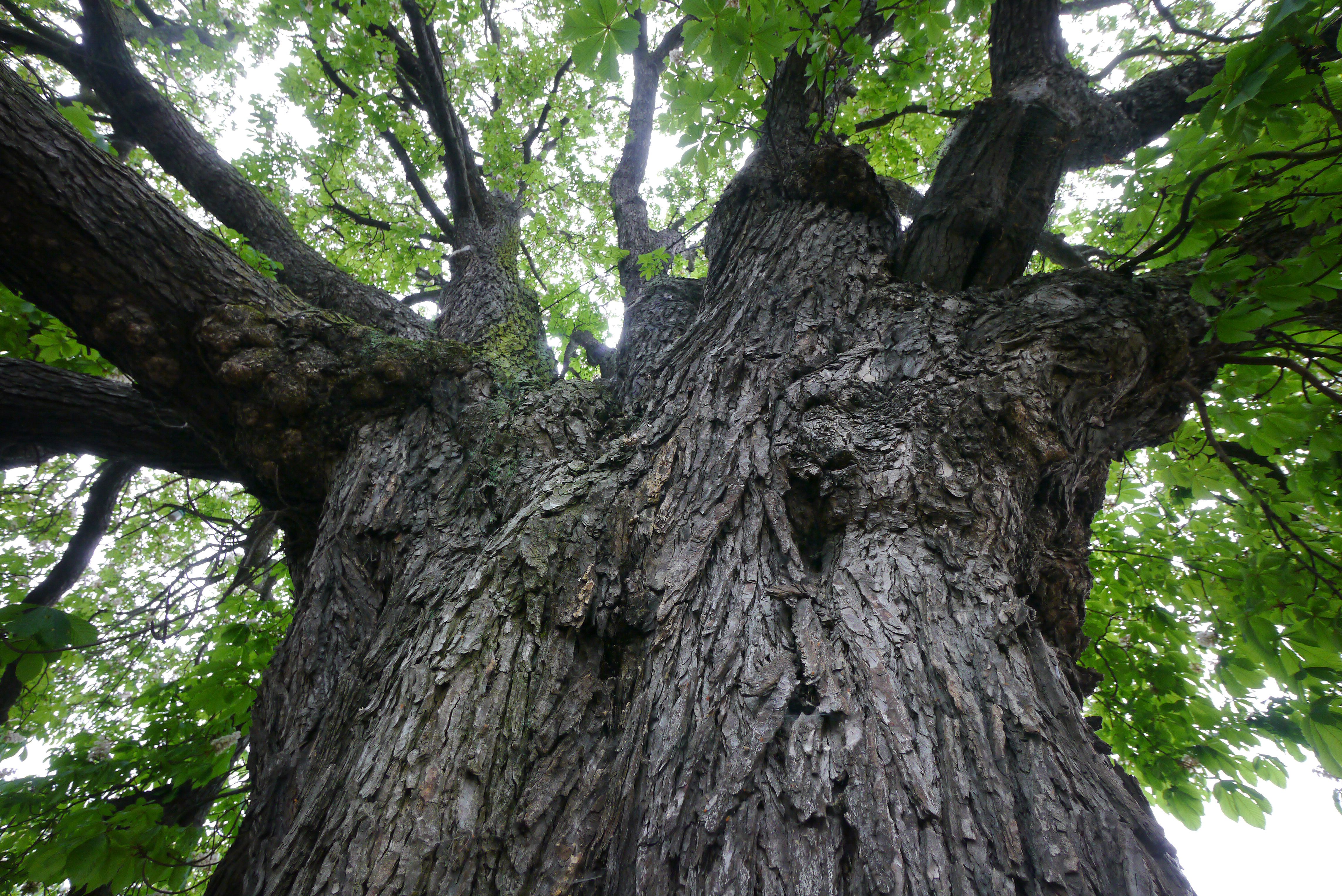
Zerfurcht durch die Jahrhunderte
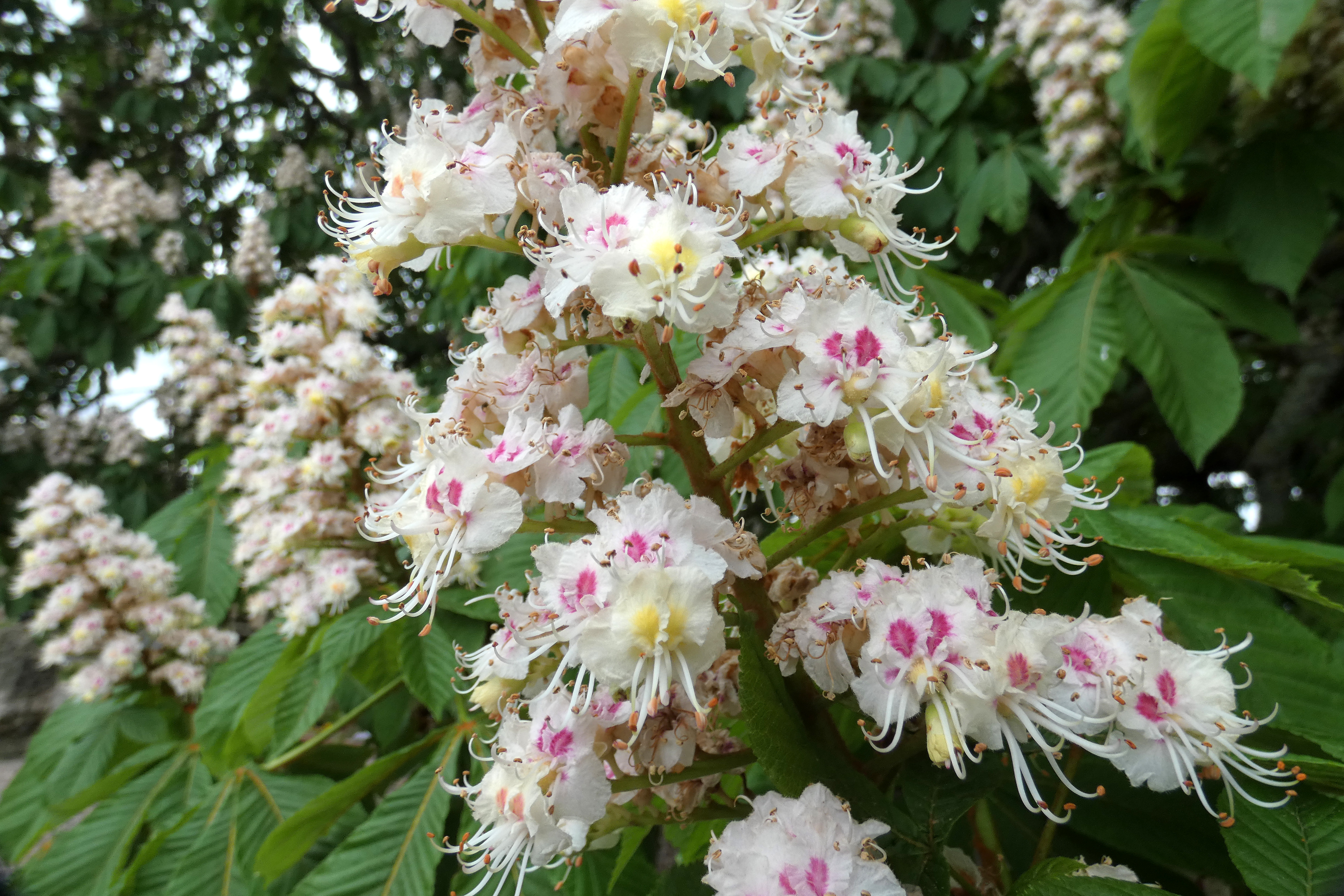
Trotz des Alters zeigt der Baum eine vitale Blüte im Mai
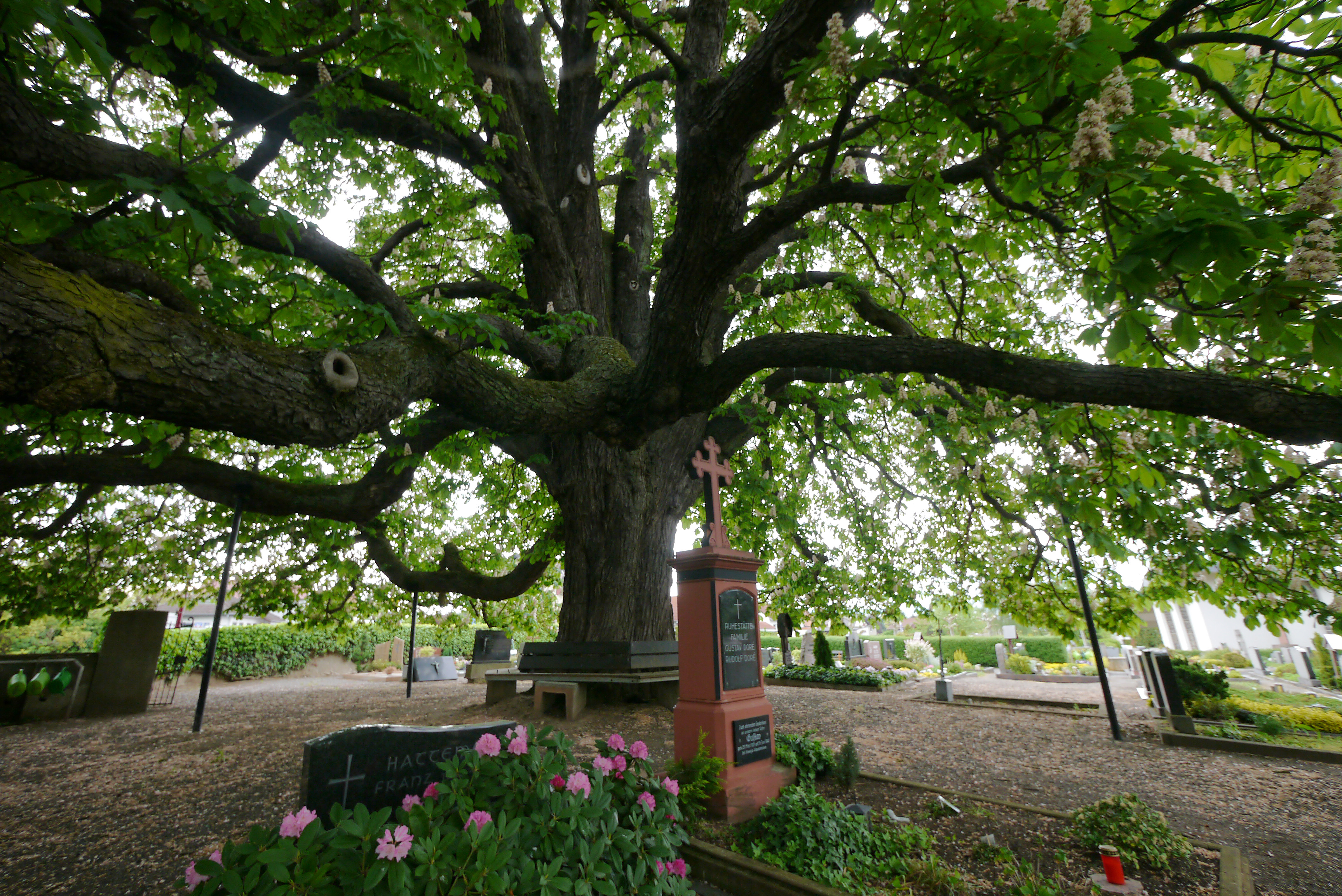
Kultur- und Naturdenkmale zusammen auf dem Friedhof